# دریاچه سنیتسا
دریاچه سنیتسا (انگلیسی: Lake Sennitsa) یک دریاچه در استان پسکوف کشور روسیه است.